# Brian Mansilla (calciatore 2002)
Brian Nicolás Mansilla Islas (Dolores, 14 maggio 2002) è un calciatore uruguaiano, attaccante dell'Arouca in prestito dal Peñarol.

## Carriera
Cresciuto nel settore giovanile del Peñarol, con le giovanili vince la Coppa Libertadores Under-20 del 2022. Mentre esordisce in prima squadra il 1º aprile 2022 in occasione del pareggio a reti inviolate con il Rentistas. Il 15 settembre 2022 realizza la sua prima rete da professionista, fissando il punteggio sull'1-0 nella partita di campionato tra Peñarol e Liverpool (M).
Nel gennaio del 2025 viene ceduto in prestito all'Arouca, club della prima divisione portoghese.

## Statistiche

### Presenze e reti nei club
Statistiche aggiornate al 23 dicembre 2024.
| Stagione        | Squadra           | Campionato      | Campionato | Campionato | Coppe nazionali | Coppe nazionali | Coppe nazionali | Coppe continentali | Coppe continentali | Coppe continentali | Altre coppe | Altre coppe | Altre coppe | Totale | Totale |
| Stagione        | Squadra           | Comp            | Pres       | Reti       | Comp            | Pres            | Reti            | Comp               | Pres               | Reti               | Comp        | Pres        | Reti        | Pres   | Reti   |
| --------------- | ----------------- | --------------- | ---------- | ---------- | --------------- | --------------- | --------------- | ------------------ | ------------------ | ------------------ | ----------- | ----------- | ----------- | ------ | ------ |
| 2022            | Peñarol           | PD              | 13         | 1          | CU              | 4               | 0               | CL                 | 4                  | 1                  | SU          | 0           | 0           | 21     | 2      |
| 2023            | Peñarol           | PD              | 23         | 0          | CU              | 1               | 1               | CS                 | 4                  | 1                  | -           | -           | -           | 28     | 2      |
| Totale Peñarol  | Totale Peñarol    | Totale Peñarol  | 36         | 1          |                 | 5               | 1               |                    | 8                  | 2                  |             | 0           | 0           | 49     | 4      |
| 2024            | Defensor Sporting | PD              | 32         | 4          | CU+CU           | 4+5             | 0               | -                  | -                  | -                  | SU          | 1           | 0           | 42     | 4      |
| Totale carriera | Totale carriera   | Totale carriera | 68         | 5          |                 | 14              | 1               |                    | 8                  | 2                  |             | 1           | 0           | 91     | 8      |

## Palmarès

### Club

#### Competizioni nazionali
- Supercopa Uruguaya: 1

Peñarol: 2022
- Copa Uruguay: 1

Defensor Sporting: 2024

#### Competizioni giovanili
- Coppa Libertadores Under-20: 1

Peñarol: 2022